# MFS
MFS (Masterminded For Success) é uma etiqueta (ou certificação) musical independente de Berlin, Alemanha, que trabalhava com música eletrônica entre 1990-2008.
Foi fundado por Mark Reeder em 1990.
MFS também ajudou muitos artistas durante o início de carreira, como Paul van Dyk, Harald Blüchel, Mijk van Dijk, Gerret Frerichs (Humate), assim como muitos outros.